# Legnickie Pole
Pour la gmina, voir Legnickie Pole (gmina).
Legnickie Pole (en allemand : Wahlstatt) est une localité polonaise et le siège de la gmina de Legnickie Pole, située dans le powiat de Legnica en voïvodie de Basse-Silésie. Le village se trouve à environ 10 km au sud-est de Legnica. Ce lieu doit son nom au champ de la bataille de Legnica qui s’est déroulée en 1241 et a opposé les envahisseurs mongols aux Polonais commandés par le duc Henri II le Pieux, renforcés par de nombreux chevaliers européens.

## Histoire

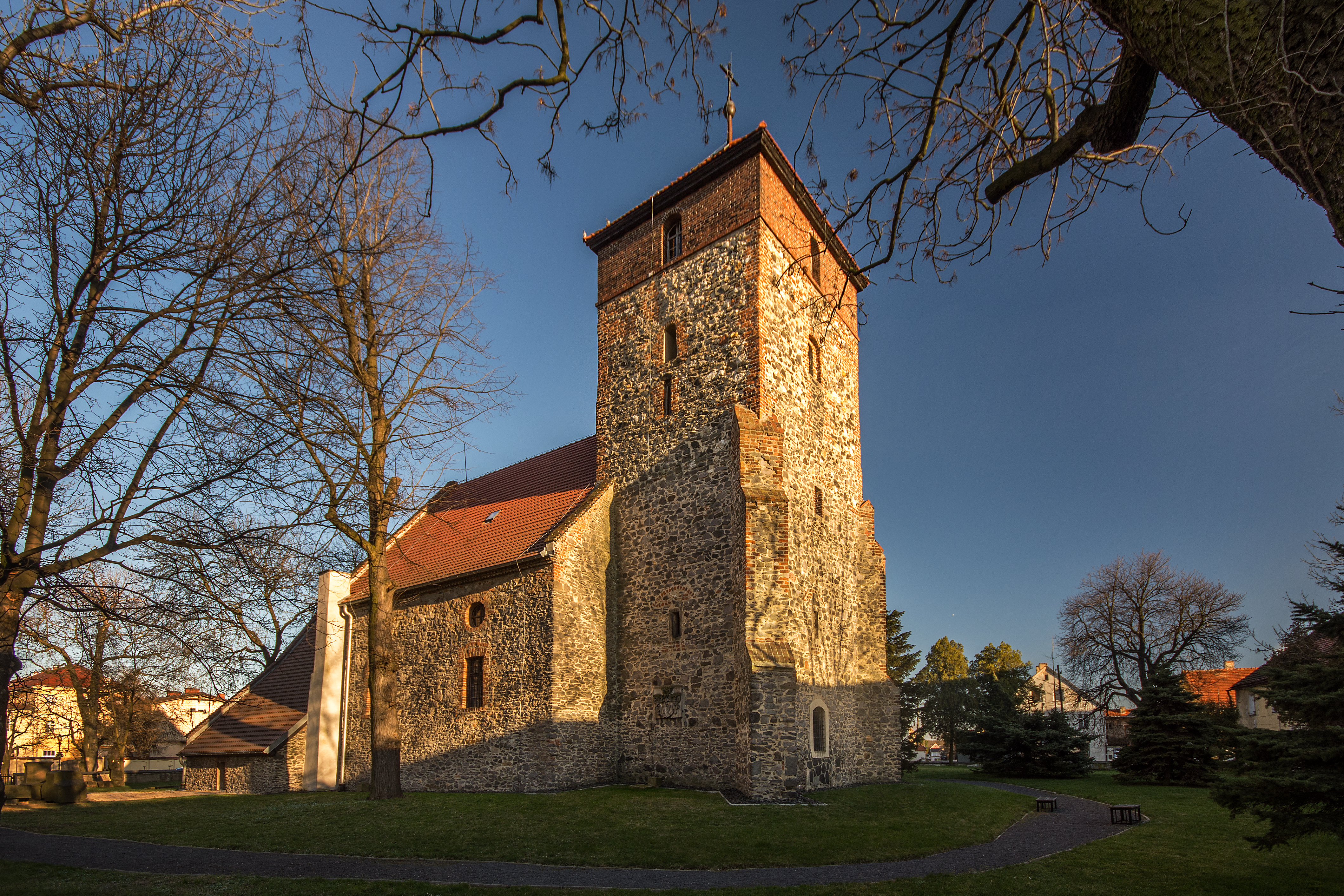
La collégiale médiévale.

Après la bataille qui avait entraîné la mort de Henri, sa mère Edwige et sa belle-fille Anne de Bohême y ont fondé une prévôté de l'ordre de Saint-Benoît. Au cours de la Réforme protestante, ce couvent a été confisqué par le duc Frédéric II de Legnica en 1535 ; c'est seulement en 1703 que les bénédictins de l'abbaye de Broumov rentrent en possession des biens avec le soutien de l'empereur Léopold Ier de Habsbourg. Après une longue résistance de l'évêque de Breslau, François-Louis de Palatinat-Neubourg, les premiers travaux de construction pour le nouveau monastère ont débuté en 1719.
Le couvent baroque a été édifié sur les plans de Kilian Ignace Dientzenhofer et dédié à sainte Edwige de Silésie. L'église ornée de peintures de Wenzel Lorenz Reiner fut consacrée le 7 octobre 1731. Après la première guerre de Silésie, en 1742, la prévôté se trouvait en Prusse, séparée du monastère maternel de Broumov en Bohême. Le couvent fut finalement sécularisé en 1810 ; le général Gebhard Leberecht von Blücher a reçu le titre de « prince de Wahlstatt » après la victoire à la bataille de la Katzbach en 1813. 
De 1742 à 1945, Wahlstatt fait partie de l'arrondissement de Liegnitz dans le district de Liegnitz au sein de la province de Silésie
En 1840, une école de cadets (Kadettenanstalt) de l'Armée prussienne a été aménagé dans le lotissement ; Paul von Hindenburg, Manfred von Richthofen et Helmuth von Pannwitz figurent parmi les plus éminents élèves. Selon les dispositions du traité de Versailles, l'école militaire est transformée en une institution civile en 1920. Sous le régime nazi, une Nationalpolitische Erziehungsanstalt y a été établi en 1934. Durant la Seconde Guerre mondiale, on a mis en place dans les bâtiments un camp de prisonniers de guerre destinés aux officiers (Oflag VIII F).
En 1945, la région fut occupée par l'Armée rouge puis rattachée à la république de Pologne. Les habitants allemands furent expulsés.

## Personnalités liées à la ville
- Hugo von Kottwitz (1815–1897), General der Infanterie

## Patrimoine
- Musée de la bataille de Legnica